# جامباواتی
جامباواتی (انگلیسی: Jambavati)، از نظر زمانی دومین آشتابهاریای (همسر) خدای هندو کریشنا است.